# Banda de Cooper
La banda de Cooper es una banda de ladrones ficticia que protagoniza los cuatro videojuegos de la saga Sly Cooper, videojuegos de la compañía Sucker Punch Productions. En los 2 primeros videojuegos, la banda es la  misma; pero en el tercero, la banda recluta a nuevos miembros para uno de sus mayores asaltos. En el cuarto es la misma,pero acompañada por los antepasados de Sly: Rioichi, Tennessee ``Kid´´, ``Bob´´, Sir Gallet y Salim Al Kupar. Esta banda es perseguida continuamente por la inspectora Carmelita Fox.

## Historia

### Inicio
Los tres integrantes principales de la banda son Sly Cooper, Bentley y Murray. Este grupo se creó cuando al personaje principal (Sly Cooper) lo mandan a un orfanato porque la Banda de los cinco malvados fue un día a su casa y asesinó a su padre, que venía de un linaje de maestros del robo. Esta banda robó el Latronius Mapáchibus, que es un libro en el que todos los Cooper habían escrito sus técnicas secretas para robar. Sly se hace amigo de Bentley y Murray en el orfanato y, cuando salen de éste, deciden ir en busca del Thievius raccoonus los tres juntos.

### Reclutamiento de más miembros
La Banda Cooper pasa diversas aventuras y por muchos lugares en los dos primeros videojuegos de la saga. Pero en el tercer videojuego, lo que quiere la banda es conseguir entrar en la Cámara de Cooper, que es una cámara en la que todo el linaje Cooper ha estado guardando sus tesoros robados. Esta cámara sólo se puede abrir con una llave: el bastón de Sly; pero éste se perdió cuando intentó entrar en la cámara sin éxito, ya que un antiguo amigo de su padre compró la isla en la que se encuentra esta cueva, para conseguir él el dinero. Pero para poder conseguir su objetivo, necesita a más miembros en su banda, por lo que recluta a cuatro miembros más: el Rey Panda, el Gurú, Penelope y Dimitri.

### Sly Cooper: Thieves in Time
Se desconoce si aun los miembros de la Ganga aun permanecen juntos,aunque según los productores Sly,Bently y Murray aun están en el equipo.Los productores dicen que hay nuevos personajes y personajes anteriormente vistos en la serie,pero desconocemos los nombres,el nuevo video muestra a  Dimitri no sabemos más.

## Integrantes
- Sly Cooper
- Bentley
- Murray
- El Gurú
- Penelope
- Rey Panda
- Dimitri